# Южная Кванза
Ю́жная Ква́нза (порт. Kwanza-Sul) — провинция в Анголе. Площадь Южной Кванзы равна 55 660 км². Численность населения составляет 1 881 873 человек (в 2014 году). Административный центр — город Сумбе.

## География
Провинция Южная Кванза находится в западной части Анголы. Она расположена юго-восточнее Луанды и простирается от Атлантического океана на западе до реки Кванза на востоке и севере. К югу от провинции Южная Кванза расположены провинции Бенгела и Уамбо, к северу — провинции Бенго, Северная Кванза и Маланже, к востоку — провинция Бие.

## Административное деление
В административном отношении провинция подразделяется на 12 муниципалитетов (порт. município):
- Амбоин (Amboim)
- Касонге (Cassongue)
- Кела (Cela)
- Конда (Conda)
- Эбо (Ebo)
- Либоло (Libolo)
- Мусенде (Mussende)
- Порту-Амбоин (Porto Amboim)
- Киленда (Quilenda)
- Кибала (Quibala)
- Селес (Seles)
- Сумбе (Sumbe)